# Distrito de Kohima
Kohima es un distrito de la India en el estado de Nagaland. Código ISO: IN.NL.KO.
Comprende una superficie de 3 113 km².
El centro administrativo es la ciudad de Kohima.

## Demografía
Según censo 2011 contaba con una población total de 270 063 habitantes, de los cuales 129 945 eran mujeres y 140 118 varones.